# Carel Henrik Telders
Carel Henrik Telders (Den Haag, 6 januari 1909 - aldaar, 18 oktober 1990) was een Nederlands advocaat rechter. Hij was raadsheer in en uiteindelijk vicepresident van de Hoge Raad der Nederlanden.

## Levensloop
Carel Henrik Telders werd geboren in Den Haag op 6 januari 1909 in een vooraanstaande juristenfamilie. Zijn grootvader Adriën Telders was vicepresident van de Hoge Raad der Nederlanden en zijn overgrootvader Jan Henrik was president van het Hoog Militair Gerechtshof in Utrecht. Carel Henrik Telders was de zoon van landsadvocaat Jean Henri Telders en mej. Theresia (Therry) Kindermann, dochter van predikant Carel Henrik en Elisabeth Jacoba Klinkhamer (de zuster van architect Jacob Frederik Klinkhamer). 
Hij studeerde rechten in Leiden en ging na zijn studie werken op het - uit het oorspronkelijke kantoor van Willem Thorbecke voortkomende - kantoor van zijn vader Jean Henri. Toen deze in 1937 overleed werd het kantoor gesplitst. De nieuwe landsadvocaat jhr. mr. Gerrit Willem van der Does ging verder met o.a. advocaat Eduard Droogleever Fortuijn en Carel Henrik ging verder met zijn zwager mr. A.F. Visser van IJzendoorn (zoon van A.C. Visser van IJzendoorn) op het kantoor aan de Nassaulaan 2 in Den Haag. Na de oorlogsjaren kregen mr. S.L. Buruma en mr. J.W Meijer een plaats op dit kantoor.
In zijn werkzaamheden gaf Telders het onteigeningsrecht grote aandacht en heeft hij bij de ontwikkeling hiervan een betekenisvolle rol gespeeld. Telders zou hierin zelfs uitgroeien tot een coryfee. Zijn boek Schadeloosstelling voor onteigening wordt nog steeds als het standaardwerk op dit terrein gezien. Hij behandelde zowel zaken in cassatie als rechtbankprocedures. Er is naderhand geschreven dat hij bondig, overtuigend, met heldere formulering en volledige beheersing van de materie kon pleiten. Telders was lid van het rechtskundig "Genootschap Door Tijd en Vlijt". Toen dit genootschap in 1952 175 jaar bestond, is een bundel uitgegeven waarin hij een artikel schreef met de titel "Enige hoofdlijnen in de rechtspraak van de Hoge Raad over de schadeloosstelling voor onteigening." Het zou de basis vormen van zijn in 1968 uitgebrachte boek Schadeloosstelling voor onteigening. In januari 1977 werd Telders benoemd tot vicepresident van de Hoge Raad der Nederlanden. Sinds 1966 was Telders al raadsheer in dat college.
Carel Henrik Telders heeft zich ook verdiept in de theologie. Hij bestudeerde met name het werk van de protestantse theoloog dr. Karl Barth en het Proslogion van Anselmus van Canterbury. Met zijn eigen studie en verdieping van deze werken kwam Telders tot het schrijven van zijn boek Het ene argument. Hierin verdiept hij zich in de brief van Paulus aan de Kolossenzen en in het Onze Vader ter verificatie van het Proslogion. Op 18 oktober 1990 overleed Telders op 81-jarige leeftijd in zijn woning in Den Haag.

## Familie
Carel Henrik Telders behoorde tot het Nederlandse geslacht Telders dat in 1942 werd opgenomen in het Nederland's Patriciaat. Hij was vernoemd naar zijn grootvader aan moederszijde emeritus-predikant van de evangelisch-Luthersche gemeente Carel Henrik Kindermann (1844-1926). Telders trouwde op 20 juni 1933 met Cornelie Marie Hartman (1909-1997), dochter van Antoni Willem Hartman, Landsadvocaat in Nederlands-Indië en Cornelie Marie Engelbrecht. Het echtpaar kreeg drie dochters waaronder de in 1943 geboren beeldhouwster Wibbine Telders.

## Onderscheidingen
Telders werd opgenomen als Ridder in de orde van de Nederlandse Leeuw en bijbehorende onderscheiding werd uitgereikt door de toenmalige minister van Justitie mr. A.A.M. van Agt die daarbij opmerkte dat hij de vierde Telders in rechte lijn was aan wie deze onderscheiding werd toegekend.
Kort voor de datum van zijn pensionering (1 februari 1979) werd Telders benoemd tot Commandeur in de Orde van Oranje Nassau. Deze hoge onderscheiding werd hem op 25 januari 1979 uitgereikt door de toenmalige president van de Hoge Raad mr. Cornelis Dubbink.